# ورتهایم آم ماین
شهر ورتهایم آم ماین (به آلمانی: Wertheim am Main) در ایالت بادن-وورتمبرگ در کشور آلمان واقع شده‌است.